# Élections générales espagnoles de 1979 en Andalousie
Les élections générales espagnoles de 1979 (en espagnol : Elecciones generales de España de 1979) se sont tenues le dimanche 1er mars 1979 afin d'élire les 350 députés et 208 des 266 sénateurs de la Ire législature des Cortes Generales. 59 députés sont élus en Andalousie.